# Барановљево острво
Варановљево острво (енгл. Baranof Island) је острво САД које припада савезној држави Аљасци. Површина острва износи 4065 ². Према попису из 2000. на острву су живела 8532 становника.